# (5434) Tomwhitney
(5434) Tomwhitney es un asteroide perteneciente al cinturón de asteroides descubierto el 6 de marzo de 1989 por Eleanor F. Helin desde el Observatorio del Monte Palomar, Estados Unidos.

## Designación y nombre
Designado provisionalmente como 1989 ES. Fue nombrado Tomwhitney en honor a Thomas "Tom" D. Whitney, ejerció como Presidente de la Asociación de Astrónomos Aficionados del Área de Amherst durante más de dos décadas. Dirigió sesiones diurnas de observación solar y nocturnas, junto con sesiones de muestras y conferencias en el planetario y clases introductorias de astronomía, que familiarizaron al público con las maravillas de los cielos.

## Características orbitales
Tomwhitney está situado a una distancia media del Sol de 3,186 ua, pudiendo alejarse hasta 3,448 ua y acercarse hasta 2,924 ua. Su excentricidad es 0,082 y la inclinación orbital 17,05 grados. Emplea 2077,86 días en completar una órbita alrededor del Sol.
El próximo acercamiento a la órbita de Júpiter se producirá el 7 de diciembre de 2105.

## Características físicas
La magnitud absoluta de Tomwhitney es 12,3. Tiene 17,226 km de diámetro y su albedo se estima en 0,078. 